# Carry On (singel)
Carry On – ballada rockowa wydana 23 października 2012 roku przez amerykański zespół popowy Fun. Jest to trzeci singiel z ich drugiego albumu o nazwie Some Nights. 3 listopada 2012 roku zespół wystąpił gościnnie na Saturday Night Live, gdzie zagrał „Carry On” i „Some Nights”. Utwór „Carry On” zagrali także podczas wręczania nagród Grammy w 2013 roku.

## Notowania
| Lista                 | Pozycja |
| --------------------- | ------- |
| Billboard Hot 100     | 20      |
| Irish Singles Chart   | 46      |
| Japan Hot 100         | 93      |
| Mexico Ingles Airplay | 1       |